# Fairmount (Tennessee)
Fairmount es un lugar designado por el censo ubicado en el condado de Hamilton en el estado estadounidense de Tennessee. En el Censo de 2010 tenía una población de 2.825 habitantes y una densidad poblacional de 210,57 personas por km².

## Geografía
Fairmount se encuentra ubicado en las coordenadas 35°10′55″N 85°19′49″O / 35.18194, -85.33028. Según la Oficina del Censo de los Estados Unidos, Fairmount tiene una superficie total de 13.42 km², de la cual 13.42 km² corresponden a tierra firme y (0%) 0 km² es agua.

## Demografía
Según el censo de 2010, había 2.825 personas residiendo en Fairmount. La densidad de población era de 210,57 hab./km². De los 2.825 habitantes, Fairmount estaba compuesto por el 97.66% blancos, el 0.28% eran afroamericanos, el 0.14% eran amerindios, el 0.81% eran asiáticos, el 0% eran isleños del Pacífico, el 0.18% eran de otras razas y el 0.92% pertenecían a dos o más razas. Del total de la población el 1.35% eran hispanos o latinos de cualquier raza.